# Футбол на поштових марках України (1992—2021)
Футбол на поштових марках України (1992—2024) — перелік поштових марок, які були введені в обіг Укрпоштою протягом 1992—2024 року. До 2001 року поштові марки футбольної тематики Укрпоштою офіційно не емітувались. Марки в списку вказані згідно порядкових номерів знаків поштової оплати України за каталогом Укрпошти (в дужках наведено номери за каталогом «Michel»). Поштові марки були надруковані державним підприємством «Поліграфічний комбінат „Україна“» (Київ). Крім номера марки за каталогом Укрпошти, її зображення та номіналу в списку надано короткий опис, дата випуску, тираж та дизайнер. Для зручності пошуку в таблиці нижче, щоб перейти до перегляду марок певного року потрібно одноразово натиснути на вікіфікованє посилання з цифрою відповідного календарного року.
| 2001 • 2004 • 2006 • 2007 • 2012 • 2016 • 2018 • 2019 • 2021 • 2024 |

| № у каталозі                                                            | Зображення | Опис та джерело | Номінал                    | Дата введення в обіг | Тираж   | Дизайн               |
| 2001                                                                    | 2001       | 2001 | 2001                       | 2001                 | 2001    | 2001                 |
| ----------------------------------------------------------------------- | ---------- | --- | -------------------------- | -------------------- | ------- | -------------------- |
| № 405 (Mi #462)                                                         |            | «Український футбол». | 0,50 гривні                | 10 серпня 2001 року  | 500 000 | Валерій Євтушенко    |
| 2004                                                                    |            | |                            |                      |         |                      |
| № 584 (Mi #642) № 585 (Mi #643) № 586 (Mi #644) № 587 (Mi #645)         |            | Зчіпка 100 років FIFA. | 0,45 0,75 0,80 2,61 гривні | 17 травня 2004 року  | 100 000 | Василь Василенко     |
| № 588 (Mi #646)                                                         |            | UEFA 50 years. | 3,52 гривні                | 17 травня 2004 року  | 100 000 | Володимир Колдуненко |
| 2006                                                                    |            | |                            |                      |         |                      |
| № 729 (Mi #789)                                                         |            | «Чемпіонат світу з футболу. Німеччина». | 2,50 гривні                | 4 травня 2006 року   | 130 000 | Василь Василенко     |
| № 730 (Mi #790)                                                         |            | «Чемпіонат світу з футболу. Німеччина». | 3,50 гривні                | 4 травня 2006 року   | 130 000 | Василь Василенко     |
| 2007                                                                    |            | |                            |                      |         |                      |
| № 875 (Mi #917)                                                         |            | Назустріч «Євро 2012». | 3,33 гривні                | 22 грудня 2007 року  | 200 000 | Д. Швець             |
| 2012                                                                    |            | |                            |                      |         |                      |
| № 1183 (Mi #1225)                                                       |            | Власна марка: Україна — футбольна країна: м. Київ. НСК «Олімпійський». | V                          | 20 лютого 2012 року  | 99 988  | Єлизавета Якимова    |
| № 1184 (Mi #1226)                                                       |            | Власна марка: Україна — футбольна країна: м. Харків. ОСК «Металіст». | V                          | 20 лютого 2012 року  | 99 988  | Єлизавета Якимова    |
| № 1185 (Mi #1227)                                                       |            | Власна марка: Україна — футбольна країна: м. Донецьк. «Донбас Арена». | V                          | 20 лютого 2012 року  | 99 988  | Єлизавета Якимова    |
| № 1186 (Mi #1228)                                                       |            | Власна марка: Україна — футбольна країна: м. Львів. «Арена Львів». | V                          | 20 лютого 2012 року  | 99 988  | Єлизавета Якимова    |
| № 1192 (Mi #1234)                                                       |            | Блок «УЄФА ЄВРО 2012тм. Україна-Польща». | 62,55 гривні               | 11 травня 2012 року  | 30 000  | автор                |
| № 1194 (Mi #1236) № 1195 (Mi #1237) № 1196 (Mi #1238) № 1197 (Mi #1239) |            | Зчіпка «Міста-господарі УЄФА ЄВРО 2012тм» - Львів - Київ - Харків - Донецьк.                                                                                                | 4,80 гривні                | 28 травня 2012 року  | 200 000 | Єлизавета Якимова    |
| № 1198 (Mi #1240) № 1199 (Mi #1241) № 1200 (Mi #1242) № 1201 (Mi #1243) |            | Зчіпка з чотирьох марок «Футбольні арени УЄФА ЄВРО 2012тм» - «Арена Львів» - НСК «Олімпійський» - ОСК «Металіст» - «Донбас Арена».                                          | 4,80 гривні                | 28 травня 2012 року  | 200 000 | Єлизавета Якимова    |
| № 1202 (Mi #1244)                                                       |            | UEFA EURO 2012тм": Славко і Славек. | 4,80 гривні                | 1 червня 2012 року   | 200 000 | автор                |
| № 1205 (Mi #1245)                                                       |            | UEFA EURO 2012тм: футбольні арени. | 12,00 гривні               | 8 червня 2012 року   | 200 000 | автор                |
| № 1206 (Mi #1246)                                                       |            | «UEFA EURO 2012тм»: логотип. | 27,60 гривні               | 8 червня 2012 року   | 300 000 | автор                |
| № 1207 (Mi #1247) № 1208 (Mi #1248)                                     |            | Фінальна частина чемпіонату Європи з футболу 2012 р.. | 27,60 гривні               | 11 червня 2012 року  | 200 000 | автор                |
| № 1209 (Mi #1251) № 1210 (Mi #1252) № 1211 (Mi #1253)                   |            | Блок «Україна вітає EURO 2012тм». | 13,80 гривні               | 25 червня 2012 року  | 30 000  | Юліка Правдохіна     |
| 2016                                                                    |            | |                            |                      |         |                      |
| № 1499 (Mi #1544)                                                       |            | Національна збірна України з футболу: перший ряд — Шевчук, Федецький, Ротань, Коноплянка; другий ряд — Ракицький, Хачеріді, Степаненко, П'ятов, Кравець, Ярмоленко, Гармаш. | 7,65 гривні                | 22 травня 2016 року  | 130 000 | Сергій Горобець      |
| 2018                                                                    |            | |                            |                      |         |                      |
| № 1639 (Mi #1687)                                                       |            | «UEFA Champions League Final Kyiv 2018 (Фінал Ліги чемпіонів УЄФА. Київ — 2018)».                                                                                           | 9,00 гривень               | 20 травня 2018 року  | 130 000 | автор                |
| 2019                                                                    |            | |                            |                      |         |                      |
| № 1734 (Mi #1783)                                                       |            | «Валерій Лобановський. 1939-2002» | 8,00 гривень               | 18 квітня 2019 року  | 130 000 | Василь Василенко     |
| 2021                                                                    |            | |                            |                      |         |                      |
| № 1914 (Mi #1965)                                                       |            | «EURO2020тм»: логотип | «F»                        | 11 червня 2021 року  | 140 000 | автор                |
| 2024                                                                    |            | |                            |                      |         |                      |
| № 2090                                                                  |            | «Україно, вперед!» на самоклеючому папері | «U»                        | 13 червня 2024 року  | 560 000 | Антон Хрупін         |